# Dziedzickia beatricea
Dziedzickia beatricea är en tvåvingeart som beskrevs av Lane 1960. Dziedzickia beatricea ingår i släktet Dziedzickia och familjen svampmyggor. Inga underarter finns listade i Catalogue of Life.